# Gourma malien
Pour les articles homonymes, voir Gourma (homonymie).
Le Gourma malien est une aire aride du Mali située dans le nord sahélien.

## Toponymie
Gourma signifie « la rive droite du fleuve Niger » en songhaï.

## Géographie
Le Gourma malien est délimité :
- au nord et à l'est par le fleuve Niger
- à l'ouest par la zone lacustre
- au sud par le parallèle de Douentza rejoignant la frontière du Burkina Faso et se prolongeant au Niger

Ainsi, la zone inclut entièrement le cercle de Gourma-Rharous, qui représente la moitié de cette région, ainsi que l'arrondissement d'In Tillit et l'arrondissement de Hombori.

## Environnement
Le Gourma malien comprend quatre zones écologiques :
- la plaine alluviale du fleuve Niger
- la zone des lacs « asséchés »
- le Gourma intérieur
- le bas Gourma